# Tatort: Seven Eleven
Seven Eleven ist ein österreichischer Fernsehkrimi aus dem Jahr 1990. Das Drehbuch schrieb Peter Zingler, Regie führte Kurt Junek. Es war die insgesamt 236. Tatort-Folge und der dritte Fall von Inspektor Fichtl (Michael Janisch) als Hauptermittler, allerdings waren von dessen neun Folgen nur acht Folgen der offiziellen Tatort-Reihe, sein erster Fall war eine Tatort-Folge des ORF, die nur in Österreich erstausgestrahlt und in Deutschland nur einmal im Hessischen Rundfunk im Fernsehen gezeigt wurde. Fichtl und sein Team haben es mit mehreren Morden in der Wiener Unterwelt sowie mit illegalem Glücksspiel zu tun. In dem Film gibt es ein Wiedersehen mit Sieghardt Rupp, der als Zollfahnder Kressin zur ersten Generation der Tatort-Fahnder gehörte. Drehbuchautor Peter Zingler spielte eine Nebenrolle als Rolli.

## Handlung
Die Unterweltgröße Eduard Schneider ist verstorben, etliche Bosse der Wiener Unterwelt erweisen ihm die letzte Ehre. Inspektor Fichtl, der die Umstände von Schneiders Tod aufklären muss, beobachtet die Beerdigung und stellt dem jungen Kollegen Inspektor Katzki die wichtigsten Unterweltbosse vor. Schneider war an einem Stromschlag gestorben, Fichtl ist sich sicher, dass der Rasierapparat manipuliert war, Beweise hat er allerdings keine. Fichtl und Hollocher suchen Honza auf, der mit Schneider befreundet war, dieser berichtet den Beamten von einer illegalen Boxveranstaltung, die demnächst geplant ist. Er verspricht, die Beamten zu informieren, wo genau die Veranstaltung stattfinden wird. Mithilfe von Inspektor Kugler vom Dezernat für verbotenes Glücksspiel können die Beamten zudem von einer verbotenen Glücksspielveranstaltung erfahren, Dr. Putner ordnet die Teilnahme Katzkis an dieser als verdeckter Ermittler an, auf der Veranstaltung wird „Seven Eleven“ gespielt. Katzki informiert die Beamten, wo die illegale Veranstaltung stattfindet.
Parallel zum illegalen Glücksspiel organisiert der Unterweltboss Ferdl Willek am gleichen Abend auch noch ein so genanntes „Dinner Boxing“, ein illegal organisiertes Box-Meeting, bei dem die Gäste auf die Boxer wetten können. Willeks Bekannte Evelyn erkennt in Katzki den Polizisten vom Friedhof wieder und warnt Willek, dieser bleibt allerdings gelassen. Evelyn hingegen verliert die Nerven und möchte aus Wien fliehen, weil sie sich im Visier der Polizei wähnt. In diesem Moment platzen die beiden Kleingangster Pomasl und Wondra bewaffnet und maskiert in die Glücksspielveranstaltung und rauben die Gangstergrößen aus. Als sie Katzki als Polizisten identifizieren, ergreifen sie die Flucht. Als die ausgeraubten Unterweltgangster Katzki fertigmachen wollen, greifen Fichtl und Kollegen ein, sie nehmen alle anwesenden Gangster und die beiden flüchtigen Kleingangster wegen illegalen Glücksspiels bzw. Raubes fest, nur Evelyn Böhler war nicht mehr bei den Verhafteten. Fichtl und Katzki entdecken ihre Leiche, sie ist vom Balkon in den Tod gestürzt worden. Willek gibt sich Fichtl gegenüber ahnungslos. Dr. Putner und Fichtl vermuten, dass Willek ein Motiv hatte; Böhler war Geschäftsführerin von einem Bordell Schneiders, das Willek nun nach dessen Tod übernehmen wollte. Mithilfe von Staatsanwalt Dr. Kerstens lässt Dr. Putner den Haftbefehl gegen die Festgenommenen wegen Mordverdachts ausstellen. In Böhlers Bordell bekommen Fichtl und Katzki unterdessen ihren Verdacht bestätigt, dass Willek den Laden bereits übernommen hat.
Susi Stopnagel, die Willek und Böhler kurz vor deren Tod zusammen auf dem Balkon gesehen hat, wird in der U-Haft von Willek unter Druck gesetzt, er werde ihrer Tochter etwas antun lassen, wenn sie gegen ihn aussagt. Susi versucht daraufhin, sich in ihrer Zelle zu erhängen, wird aber in letzter Sekunde von Winter entdeckt. Hollocher sucht Susi im Spital auf, diese ist nicht vernehmungsfähig, aber Hollocher hört heraus, dass jemand gedroht hat, ihre Tochter umzubringen. Willek gibt unterdessen Putner gegenüber an, Böhlers Bordell „Amor“ für einen guten Preis gekauft zu haben, obwohl das Objekt für ihn nicht so interessant gewesen sei. Als Putner ihm vorhält, dass der Laden sehr interessant war, weil die Stadt Wien die Prostitution künftig einschränken wolle, dass „Amor“ aber im Toleranzgebiet liege, verweigert Willek die weitere Aussage. Fichtl und sein Team brechen die Wohnung von Evelyn Böhler auf und durchsuchen diese. Sie suchen vor allem nach Dokumenten über das „Amor“. Schneider hatte das Bordell kurz vor seinem Tod Evelyn Böhler geschenkt. In der Wohnung taucht während der Durchsuchung Vera Klein, eine Freundin und Kollegin Evelyns, auf. Sie hat gerade vom Tod ihrer Freundin erfahren und sagt den Beamten gegenüber aus, dass Willek Evelyn das Bordell abgepresst hatte. Vor Gericht werde sie allerdings nicht aussagen, da sie Angst vor Willek und seinen Leuten habe. Sie übergibt Fichtl einen Tresorschlüssel, den ihr Evelyn ausgehändigt hat.
Während die Verdächtigen nach und nach entlassen werden müssen, unterrichtet Hollocher Susi darüber, dass die Polizei ihre Tochter Barbara an einen sicheren Ort gebracht habe. Sie sagt daraufhin aus, dass Willek ihr gedroht und sie so zu ihrem Suizidversuch getrieben habe. Susi hat gesehen, wie Willek Evelyn über die Balkonbrüstung gestoßen hat. Fichtl und Winter haben herausgefunden, dass der Tresorschlüssel zu einem Schließfach der Wiener Zentralbank gehört. Durch die dort gefundenen Unterlagen erfahren Fichtl und sein Team, dass Schneider und Willek von Anfang an Teilhaber im „Amor“ waren. Willek hat ihn beseitigt, weil dieser den Laden an Evelyn verschenkt hat. Evelyn hatte zufällig mitbekommen, dass Willek dessen Rasierapparat manipuliert hatte und musste deshalb sterben. Willek hatte den Wirbel um den Überfall ausgenutzt und Evelyn beseitigt. Als Putner Willek noch einmal verhören will, kann dieser fliehen. Fichtl und Katzki werden informiert und fahren zurück ins „Amor“, denn dort haben sie zuvor seine Geldreserven im Tresor gefunden, Fichtl rechnet damit, dass Willek für seine Flucht das Geld benötigt. Willek kann aber die dort wartenden Fichtl und Katzki überwältigen und fliehen. Auf seiner Flucht tötet Willek Honza, weil er dessen Mantel als Tarnung braucht.
Inspektor Winter kommt darauf, dass sich Willek bei Vera Klein versteckt halten könnte, da sie die einzige seiner Prostituierten ist, die nicht im Bordell, sondern in einer Privatwohnung wohnt. Als das Team Fichtl an der Wohnung von Klein ankommt, fahren Klein und Willek gerade davon. Katzki und Winter fahren hinterher und liefern sich eine wilde Verfolgungsjagd mit Willek. Vera Klein schafft es schließlich, nachdem ihr Willek im Auto die Morde gestanden hat, einen Verkehrsunfall zu provozieren, bei dem sie unverletzt bleibt, Willek aber ums Leben kommt.